# Mary Eleanor Wilkins Freeman

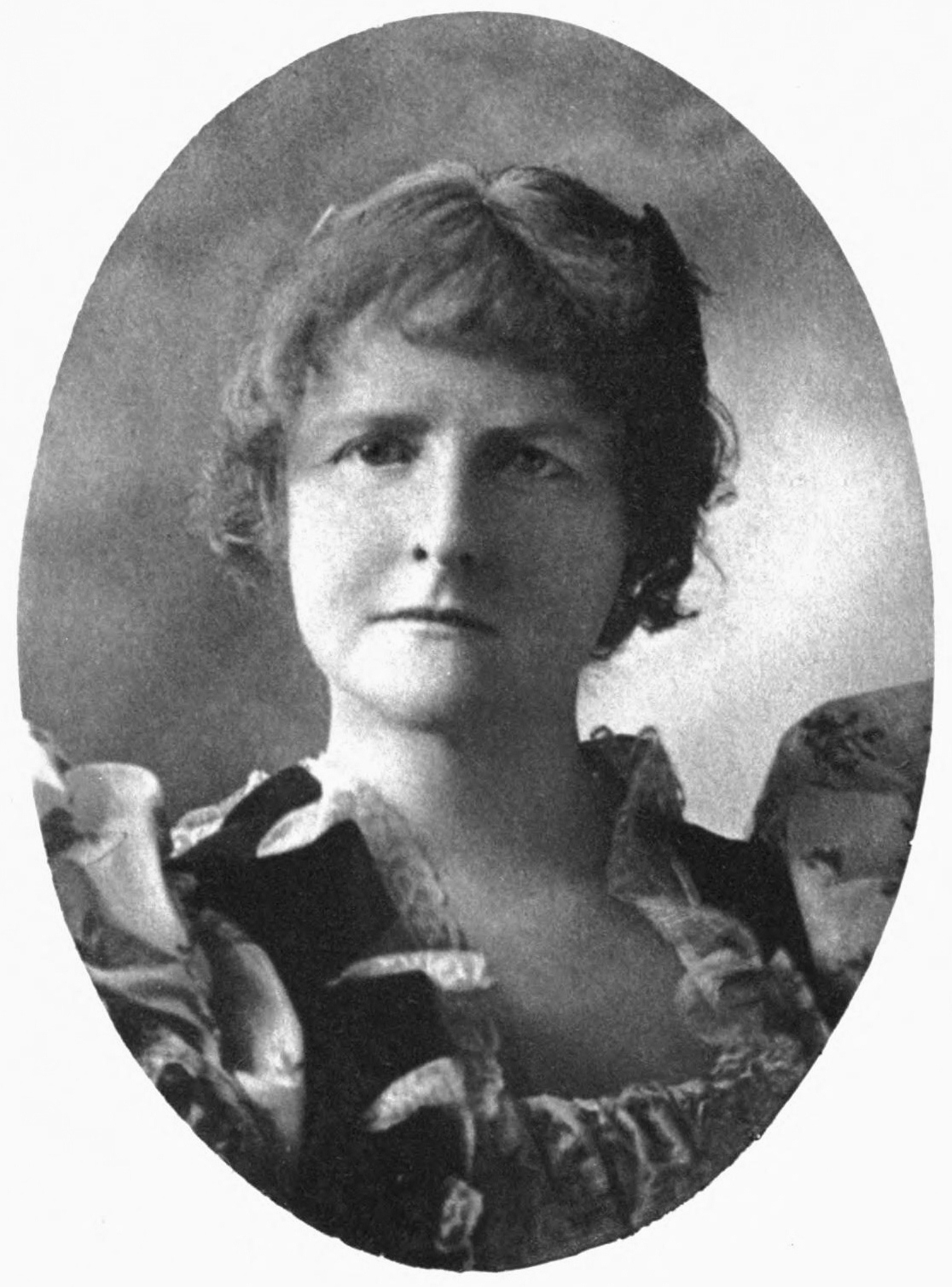
Mary Eleanor Wilkins Freeman.

Mary Eleanor Wilkins Freeman, född Wilkins 31 oktober 1852 i Randolph, Massachusetts, död 13 mars 1930 i Metuchen, New Jersey, var en amerikansk författare.
Freeman blev en pionjär för den amerikanska realismen genom sina skildringar av bylivet i New England. Hon har på senare år även uppmärksammats av feministiska kritiker för sina kvinnoskildringar i novellsamlingar som A Humble Romance and other Stories (1887) och romaner som Pembroke (1894).